# Pilot (Breaking Bad)
«Pilot» (titulado «Breaking Bad» en lanzamientos de DVD y Blu-ray) es el episodio piloto y el estreno de la serie de televisión estadounidense de drama Breaking Bad. Originalmente se emitió en AMC el 20 de enero de 2008, y fue escrita y dirigida por el creador y showrunner de la serie Vince Gilligan.

## Trama
Walter White es un profesor de química de secundaria que vive en Albuquerque, Nuevo México, con su esposa embarazada Skyler y su hijo adolescente Walter Jr., que tiene parálisis cerebral. Walt complementa su bajo salario de docente trabajando a tiempo parcial en un lavadero de autos local, donde termina siendo humillado por dos de sus estudiantes. En su cumpleaños 50, Walt regresa a casa a una fiesta sorpresa organizada por Skyler. Al día siguiente, se colapsa en el lavadero de autos y es llevado al hospital, donde le dicen que ha desarrollado un cáncer de pulmón inoperable y que, en el mejor de los casos, tiene dos años de vida. Walt opta por ocultar esta noticia de su familia y de la hermana de Skyler, Marie Schrader y su esposo Hank, un agente del DEA.
Después de regresar al trabajo en el lavadero de autos, Walt repentinamente arremete contra su jefe y abandona el trabajo. Habiendo visto anteriormente un informe de noticias que muestra una gran cantidad de dinero recuperado de uno de los arrestos por drogas de Hank, Walt acepta una oferta previa para ir en un paseo mientras Hank y su compañero Steven Gómez allanan un conocido laboratorio de metanfetamina. Mientras los agentes del DEA limpian la casa, Walt observa a su antiguo alumno Jesse Pinkman escabulléndose por una ventana trasera. Más tarde, Walt rastrea la dirección de Jesse y lo chantajea para que lo ayude a producir metanfetamina sin revelar por qué. Walt entrega sus ahorros de toda la vida para permitir que Jesse compre una caravana para usarlo como laboratorio móvil. Walt luego roba los suministros del laboratorio de química de la escuela secundaria necesarios para el proceso.
Walt y Jesse conducen la caravana hacia el desierto y comienzan a cocinar. La experiencia de Walt en química les permite crear metanfetamina que, según Jesse, es la más pura que haya visto. Jesse regresa a la ciudad para mostrar una muestra a su distribuidor, Krazy-8 Molina. Se da cuenta demasiado tarde de que Krazy-8 es primo de Emilio Koyama, su compañero que fue arrestado en la redada anterior y ahora está libre bajo fianza. Emilio cree que Jesse lo abandonó, pero Jesse promete demostrar su lealtad conduciéndolos a la caravana. Cuando se encuentran con Walt, Emilio lo reconoce de la redada y cree que es un informante, lo que lo lleva a él y a Krazy-8 a mantener a los dos a punta de pistola. Jesse intenta correr pero tropieza y cae y se golpea la cabeza contra una roca, noqueándose. Walt intercambia por su vida ofreciéndoles mostrarles cómo produjo la metanfetamina. Mientras observan a Walt dentro de la caravana, Emilio apaga un cigarrillo afuera, lo que provoca que se produzca un incendio. Walt sorprende a Emilio y Krazy-8 al sintetizar gas mortal de fosfano, huye de la caravana, mantiene la puerta cerrada, lo que hace que Emilio y Krazy-8 se desmayen.
Al escuchar las sirenas a lo lejos, Walt se pone rápidamente una máscara antigás y se la pone a Jesse antes de ponerlo en el asiento del pasajero de la caravana, todavía lleno de gas de fosfano. Walt conduce frenéticamente la caravana lejos del fuego que se extiende. Como se muestra en la resolución de medios al comienzo del episodio, Walt conduce la caravana a una zanja y sale del vehículo a trompicones, desechando su máscara de gas. Creyendo que está a punto de ser capturado por la policía, Walt graba un mensaje de vídeo a su familia antes de intentar dispararse con una pistola, sin saber que el seguro aún está activo. Cuando las sirenas se acercan, Walt se siente aliviado al descubrir que solo son camiones de bomberos que responden al fuego, y rápidamente esconde su arma. Jesse se despierta y se une a Walt mientras ven pasar los camiones de bomberos. Los dos tienen la caravana extraída de la zanja por un hombre nativo americano con una grúa y luego regresan a la ciudad, asegurándose de que Emilio y Krazy-8 estén asegurados en la caravana antes de dejarla en la casa de Jesse. Más tarde esa noche, Walt regresa a casa y se encuentra con las inquietas consultas de su esposa con un nuevo vigor sexual, lo que la deja preguntando: «Walt, ¿eres tú?».

## Producción
Breaking Bad fue creada por el escritor de televisión Vince Gilligan, con el quid de la serie como el viaje del protagonista hacia un antagonista. Afirmó que «la televisión es históricamente buena para mantener a sus personajes en una estasis autoimpuesta para que los programas puedan durar años o incluso décadas», dijo. «Cuando me di cuenta de esto, el siguiente paso lógico fue pensar, ¿cómo puedo hacer que en un programa el impulso fundamental sea el cambio?» Agregó que su objetivo con Walter White es convertirlo del Sr. Chips a Scarface. El concepto de Walt como distribuidor de metanfetamina se hizo realidad cuando Gilligan estaba hablando con el escritor Thomas Schnauz, y bromearon sobre su desempleo de que la solución era «poner un laboratorio de metanfetamina en la parte trasera de un vehículo recreativo y conducir por el país cocinando metanfetamina y ganar dinero». El guion se estableció originalmente en Riverside, California, pero a sugerencia de Sony, Albuquerque fue elegida para producción debido a las condiciones financieras favorables ofrecidas por el estado de Nuevo México, y el entorno también se trasladó allí porque de lo contrario «siempre tendríamos que estar evitando la Sierra de Sandía» en montajes hacia el Este, según Gilligan.
Gilligan eligió a Bryan Cranston para el papel de Walter White basado en haber trabajado con él en un episodio de la sexta temporada de la serie de televisión de ciencia ficción The X-Files, donde Gilligan trabajó como escritor. Cranston interpretó a un antisemita con una enfermedad terminal que tomó como rehén al coprotagonista de la serie Fox Mulder (David Duchovny). Gilligan dijo que el personaje tenía que ser a la vez repugnante y comprensivo, y que «Bryan fue el único actor que pudo hacer eso, quien pudo lograr ese truco. Y es un truco. No tengo idea de cómo lo hace». Los funcionarios de AMC desconfiaban de elegir a Cranston, debido a que era conocido principalmente por su papel cómico como Hal en la serie Malcolm in the Middle. Los ejecutivos ofrecieron el papel a John Cusack y Matthew Broderick, quienes lo rechazaron. Después de ver a Cranston en el episodio de X-Files, los ejecutivos estaban convencidos de elegirlo. Cranston ganó 4.5 kilogramos para que el piloto reflejara el declive personal del personaje, y se teñió el cabello de marrón para enmascarar sus reflejos rojos naturales. Cranston colaboró con la diseñadora de vestuario Kathleen Detoro y la maquilladora Frieda Valenzuela para hacer que el personaje de Walt sea tanto blando como irrelevante e impotente.

## Recepción
El episodio recibió críticas en su mayoría positivas. Robert Bianco, de USA Today, elogió la actuación de Bryan Cranston calificándola de «fascinante y notable». Jonathan Storm de Philadelphia Inquirer elogió el programa calificándolo de «impredecible y estimulante». Barry Garron de The Hollywood Reporter calificó el programa de «suspenso y sorprendente». Donna Bowman de The A.V. Club escribió una crítica positiva, citando el desempeño «fascinante», «nihilista» y «descomunal pero impotente» de Cranston y el «guión muy observado» de Gilligan.
Bryan Cranston ganó el Primetime Emmy al mejor actor en una serie dramática por este episodio en los Premios Primetime Emmy de 2008. Vince Gilligan fue nominado a Mejor dirección en una serie dramática y ganó el premio WGA al Mejor Drama Episódico. Lynne Willingham ganó Mejor edición de imágenes con una sola cámara en una serie dramática y John Toll fue nominado a Mejor cinematografía en una serie de cámara única (una hora).
En 2013, Vince Gilligan recordó que la audiencia del episodio fue inferior a un millón de espectadores. «Nos enfrentamos a un gran partido de fútbol y nos aplastaron», dijo Gilligan durante un episodio de The Colbert Report.
En 2019, The Ringer clasificó a «Pilot» en el sexto lugar de los 62 episodios de Breaking Bad, el episodio de la primera temporada mejor calificado.